# Контрпропаганда
Контрпропаганда — це форма комунікації, що складається з методів і повідомлень, які використовуються для протидії пропаганді, яка прагне вплинути на дії чи погляди цільової аудиторії. Вона тісно пов’язана з пропагандою, оскільки вони часто використовують однакові методи для трансляції повідомлень цільовій аудиторії. Контрпропаганда відрізняється від пропаганди тим, що вона має захисний характер і реагує на ідентифіковану пропаганду. Крім того, контрпропаганда складається з кількох елементів, які додатково відрізняють її від пропаганди та забезпечують її ефективність у протистоянні пропагандистським повідомленням.

## Визначення
Контрпропаганда і пропаганда мають симбіотичні стосунки. Контрпропаганда використовується в ситуаціях, коли треба протистояти існуючим зусиллям пропаганди, і, таким чином, щоб зрозуміти перше, потрібне чітке розуміння останнього. Практики та науковці висунули кілька визначень пропаганди. Заради ясності ця стаття визнає визначення, запропоноване Гартом Джоветом і Вікторією О’Доннелл, які визначають пропаганду як «навмисну, систематичну спробу сформувати сприйняття, маніпулювати когнітивними функціями та спрямувати поведінку для досягнення відповіді, яка сприяє бажаному наміру пропагандиста»  На практиці пропаганда складається з передачі контрольованого повідомлення цільовій аудиторії. Подібним чином контрпропаганда використовується для передачі повідомлення, яке описує пропаганду як брехливу та навчає цільову аудиторію думати чи діяти так, щоб протистояти пропагандистському повідомленню. Щоб бути ефективною, контрпропаганда має бути націлена на ту саму аудиторію, що й оригінальне пропагандистське повідомлення, і часто може використовувати ті самі методи. Проте контрпропаганда унікальна тим, що покладається на фактичні повідомлення та існує як спроба реакції. Оскільки контрпропаганда має на меті протидіяти раніше викладеним пропагандистським повідомленням, її не можна використовувати превентивно. Контрпропаганда, однак, базується на тих самих засадах пропаганди щодо націлювання на основні елементи, які впливають на аудиторію. :33–36
Існуючі визначення контрпропаганди різняться за приписом конкретних методів і намірів. Для ілюстрації Герберт Ромерштайн, колишній директор Управління з протидії радянській дезінформації та активних заходів Інформаційного агентства США, визначив контрпропаганду як «ретельно підготовлені відповіді на брехливу пропаганду з метою спростування дезінформації та підриву пропагандиста». Його визначення визначає наміри контрпропаганди як спочатку протидію пропаганді, а потім підрив довіри до пропагандистів. Імовірно, на думки Ромерштейна вплинув його професійний досвід у протидії радянській пропаганді, яка транслювалася на США різними засобами. Для порівняння, полковник Гаррісон, чиє дослідження зосереджено на телерадіомовленні як методі пропаганди та публічної дипломатії, надає більш детальне визначення контрпропаганди. Він визначив контрпропаганду як «дії, спрямовані на дискредитацію використання супротивником засобів масової інформації для підтримки своїх національних цілей шляхом впливу на думки, емоції, ставлення чи поведінку американської та дружньої аудиторії». У центрі уваги в цьому визначенні – дії з дискредитації використання пропагандистами засобів масової інформації. Визначення визначає контрпропаганду через використання нею телерадіомовлення та її намір підірвати упереджене використання супротивниками того самого медіа. Відмінності між ними показують, що контрпропаганда, ймовірно, визначається на основі її оперативного використання та точки зору, яку має визначення щодо пропаганди. Разом обидва визначення чітко ілюструють симбіотичний зв’язок між пропагандою та контрпропагандою. Визначення також демонструють, що контрпропаганда, як і пропаганда, зазвичай описується як цілеспрямована форма комунікації, спрямована на вплив на певну аудиторію. Контрпропаганда має на меті лише вплинути на дію чи думку, спрямовану проти попереднього пропагандистського повідомлення чи повідомлень.

## Елементи контрпропаганди
Хоча контрпропаганда має схожі риси з пропагандою, вона також складається з унікальних ключових елементів, які визначають її ефективне застосування.

### Заснованість на правді
Хоча пропагандистські повідомлення не завжди можуть бути правдивими, ефективна контрпропаганда зазвичай транслює лише правду. Справді, контрпропаганда зазвичай розуміється як «правдива, чесна опозиція» пропаганді супротивника. Контрпропаганда передає правдиві повідомлення з моральних і практичних міркувань. Під час холодної війни репутація Сполучених Штатів у трансляції правди, щоб спростувати радянську пропаганду, призвела до того, що США розглядалися як «оповідач правди», тоді як Радянський Союз мав репутацію «оповідача брехні». Герберт Ромерштайн стверджує, що використання контрпропаганди, заснованої на правді, призвело до того, що США сприймалися як чесні, тоді як використання Радянським Союзом неправдивих заяв дискредитувало їхні повідомлення. Цей приклад холодної війни демонструє, як фальшиве повідомлення дискредитується, коли правда розкривається. На практиці контрпропагандистське повідомлення, яке було навмисно чи помилково фальшивим, могло виявитися таким же упередженим, як і пропаганда, якій воно намагалося протистояти. Таким чином, повідомлення правди посилює ефективність контрпропаганди та послаблює пропаганду тих, хто виявився брехуном. Використання неправдивих повідомлень у контрпропаганді не є ефективним і не може адекватно спростувати пропагандистське повідомлення. Виявлення хибного контрпропагандистського повідомлення або наміру вплинути через брехню також зашкодить репутації мовника та зменшить його здатність ефективно протидіяти пропагандистським повідомленням у майбутньому.

#### Друга світова війна – різанина в Неммерсдорфі
Сполучені Штати спробували використати контрпропаганду проти звинувачень Німеччини в тому, що Радянський Союз вчинив різанину в Неммерсдорфі. Коли Німеччина витіснила Радянський Союз з міста в жовтні 1944 року, вони знайшли двадцять чотири вбитих, у тому числі дванадцять жінок, двох дівчат-підлітків, немовля, шістьох старих і трьох школярів. Кілька жінок і підлітків були зґвалтовані. Нацистський пропагандистський підрозділ під назвою «Скорпіон» розгорнув листівкову кампанію та надіслав листа генералу Ейзенхауеру, щоб викрити дії Радянського Союзу перед його американськими союзниками. У відповідь Америка також розпочала кампанію з листівками та опублікувала статтю у номері 49 своєї листівки/газети Frontpost за 1 березня 1945 року під назвою «Keine Rache» (Ніякої помсти), у якій цитувалися радянські заперечення протиправних дій. Фальшиві повідомлення в американській контрпропаганді не змогли ефективно протистояти німецькій пропаганді та не змогли змінити погляди Німеччини на Радянський Союз. Кампанія контрпропаганди також мало зробила для зміцнення репутації чесності Америки серед німецьких солдатів. Виявлена неправдива контрпропаганда завдає шкоди репутації мовника та обмежує його/її можливості протидіяти пропаганді в майбутньому.

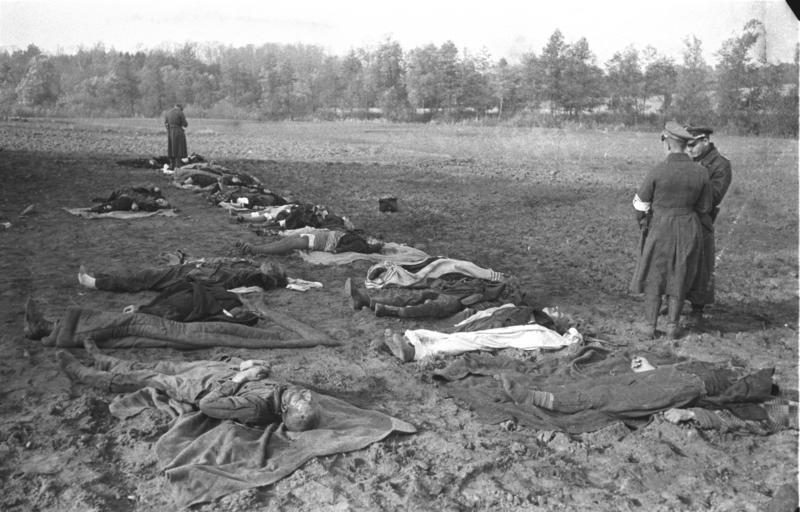
Мертві німці в Неммерсдорфі, жовтень 1944 р., Німецький федеральний архів

### Ясність
Контрпропагандистські повідомлення, що спираються на слова чи поняття, які не є загальнозрозумілими, не можуть належним чином бути донесені до цільової аудиторії та є неефективними в протистоянні пропаганді. Використання зрозумілих слів для чіткої передачі контрпропагандистського повідомлення з більшою ймовірністю протистоїть пропагандистським повідомленням.

#### «Беззастережна капітуляція» у Другій світовій війні
Так само вірно і зворотне. Використання фрази «беззастережна капітуляція» під час Другої світової війни є яскравим прикладом важливості ясності. Ця фраза передала німцям і японцям страшні образи. Деякі експерти припустили, що ця фраза викличе більший опір союзників, оскільки термін не було чітко передано цільовій аудиторії. Плутанина вимагала від США та Великобританії пояснення повідомлення, що призвело до зниження його ефективності. 

#### Послання коаліції в Іраку
Ендрю Гарфілд пояснив, що повідомлення коаліції в Іраку регулярно називають повстанців «антиіракцями», що спричинило двозначність у контрпропагандистських повідомленнях коаліції. Ця фраза не зовсім збігалася з описами, які різні іракські громади прописували повстанцям. У результаті ця фраза не змогла передати повідомлення, яке прагнула донести Коаліція.  Контрпропагандистські повідомлення, які вимагають пояснень для ясності, не в змозі адекватно передати передбачуване повідомлення і, таким чином, не можуть протистояти пропаганді.

### Знання аудиторії
Контрпропаганда, як і пропаганда, вимагає розвитку розуміння повідомлень цільовою аудиторією та здатності відповідним чином адаптувати повідомлення. Ефективна контрпропаганда ґрунтується на передачі повідомлень, які «резонують із цільовою аудиторією» та базуються на культурно релевантних наративах. Точніше, розробка повідомлень, ефективних для цільової аудиторії, передбачає виявлення існуючих настроїв, стереотипів і думок, які впливають на погляди, переконання та дії аудиторії. :34 Розглядаючи ці елементи суспільства, пропаганда та контрпропаганда можуть вплинути на групу до певної перспективи чи дії.  :34–36Оскільки мета контрпропаганди полягає в тому, щоб вплинути на аудиторію так, щоб аудиторія відхилила пропагандистське повідомлення, контрпропаганда повинна торкатися елементів культури, переконань і емоцій, які призведуть до таких дій. Елементи відрізнятимуться залежно від аудиторії, і в той час як пропагандистські та контрпропагандистські кампанії можуть використовувати існуючі методи, повідомлення мають бути адаптовані спеціально до окремої цільової аудиторії.

### Швидке використання
Контрпропаганда — це реактивний метод, який необхідно швидко застосувати, щоб ефективно заперечити пропагандистське повідомлення. Олівер Карлсон пояснює, що чим довше пропаганда сприймається як правда, тим важче їй суперечити, навіть якщо цільова аудиторія наражається на протилежне правдиве повідомлення. Пропагандистське повідомлення, яке не заперечується відразу після його виявлення, швидше за все, стане основою дій і переконань цільової аудиторії.
Психологія дає додаткові причини для швидкого застосування контрпропаганди. На процес прийняття рішень впливають когнітивні упередження, які формують те, як людина сприймає певну інформацію та як вона буде діяти відповідно до неї. Упередженість підтвердження особливо актуальна, коли пояснюється необхідність швидкого застосування контрпропаганди. Упередження підтвердження — це схильність людей надавати перевагу інформації, що підтверджує їхні переконання чи гіпотези. Якщо група ґрунтує свої переконання чи дії на пропагандистському повідомленні, якому вони піддавалися протягом тривалого періоду часу, важко протистояти пропаганді. За такого сценарію група вагалася б засвоїти будь-яку інформацію з контрпропагандистського повідомлення, яке б суперечило пропагандистському повідомленню. Таким чином, важливо, щоб контрпропаганда використовувалася на ранніх етапах пропагандистської кампанії, щоб запобігти можливості упередженості підтвердження в результаті пропаганди. У книзі «Пропаганда: формування ставлення людини» Жак Елюль пропонує ще одну причину для швидкого застосування контрпропаганди у відповідь на ідентифіковане пропагандистське повідомлення. Він стверджує, що людство більше стурбоване поточними подіями та проблемами, які привертають увагу суспільства. Пропаганда, сформована на основі поточних подій, викличе найбільшу кількість емоцій та інтересу суспільства.  :46, 49 Протидія пропаганді вимагає швидкого реагування на пропаганду при її викритті. І навпаки, використання контрпропаганди проти застарілого пропагандистського повідомлення, яке стосується так само застарілої проблеми, яка зараз не цікавить суспільство, швидше за все, буде менш ефективним.

## Методи контрпропаганди
Контрпропаганда передбачає трансляцію повідомлень, спрямованих на спростування та/або протидію пропагандистським повідомленням, і тому багато ефективних методів пропаганди однаково ефективні в трансляції контрпропаганди. Проте контрпропаганда використовує кілька унікальних прийомів, які є ефективними для нападу на довіру до пропаганди та здатність впливати на цільову аудиторію.

### Дослідження та аналіз
Ефективна контрпропаганда починається з повного збору та аналізу пропаганди, якій потрібно протистояти. Метафора, що пояснює цю функцію, проста; щоб протистояти пропагандистському повідомленню, необхідно повністю зрозуміти повідомлення, його цільову аудиторію та його цілі. Успіх у протидії пропаганді вимагає «всебічного моніторингу пропаганди та зусиль зі збору», які ідентифікують і каталогізують приклади всіх типів ворожої пропаганди. Цей початковий метод контрпропаганди виграє від експертів у низці дисциплін, включаючи психологічні операції розвідки, соціальні науки, культурних антропологів тощо, які здатні аналізувати пропаганду. Експертний аналіз може належним чином проаналізувати пропаганду, щоб дати відповіді на наступні запитання, необхідні для формування ефективної контрпропаганди: 
- Хто є цільовою аудиторією?
- Яких ефектів прагнуть пропагандисти?
- Яких ефектів вони досягли?
- Хто ще з аудиторії чув або бачив це повідомлення?
- Що вказують ці повідомлення про сприйняття, можливості, вразливі місця та наміри противника?
- Які навмисні чи ненавмисні неточності, невідповідності чи обмани в повідомленнях ми можемо використати?
- Які контраргументи ми можемо використати, кому та як?

### Розкриття справжнього походження пропаганди
Олівер Карлсон пояснює в «Довіднику з пропаганди: для пильного громадянина», що «найкраща пропаганда — це та, яка не видає себе за пропаганду». :105 Існує три типи пропаганди, які відрізняються залежно від свого призначення. Біла пропаганда розкриває своє походження та загалом класифікується як відкрита. Прихована пропаганда включає сіру пропаганду, в якій джерело не розкривається, і чорну пропаганду, в якій стверджується неправдиве походження (описаний нижче епізод на Олімпіаді 1984 року є прикладом «чорної пропаганди»). У двох останніх типах пропаганди походження повідомлення певним чином приховується. Часто достовірність пропагандистського повідомлення залежить від маскування справжнього походження повідомлення, щоб аудиторія прийняла його як неупереджене повідомлення. Часто пропагандисти створюють особистість, яка є «надійною, гідною довіри та довірою» для цільової аудиторії, що збільшує ймовірність того, що повідомлення повірять і вплине на дії та погляди аудиторії. Коли контрпропаганда розкриває справжнє походження пропаганди, цільова аудиторія швидко втрачає віру в повідомлення, оскільки пропагандист був спійманий на брехні.

#### Олімпійські ігри в Лос-Анджелесі 1984 року
За кілька місяців до літніх Олімпійських ігор 1984 року, які приймав Лос-Анджелес, Радянський Союз поширював підроблені листівки Ку-клукс-клану, які погрожували життю небілих спортсменів. Радянський Союз надіслав листівки спеціально до Африканського та Азійського олімпійських комітетів. Державний департамент США оприлюднив публічну заяву, звинувативши КДБ у виготовленні листівок, і повідомив кожен олімпійський комітет, що листівки є підробками. Результатом стало те, що жоден олімпійський комітет не відмовився відвідати ігри, а Радянський Союз був визнаний джерелом пропаганди.

### Виявлення помилок міркування
Пропагандисти використовують когнітивні упередження та інші елементи прийняття рішень, щоб сформувати свої повідомлення для впливу на цільову аудиторію. У цьому сенсі вони можуть вставити пропагандистське повідомлення в логіку цільової аудиторії, щоб зробити це повідомлення більш правдоподібним і надійним. Зокрема, пропагандисти свідомо використовують помилки в аргументах, щоб викликати емоції у своєї аудиторії. Коли контрпропагандистська кампанія викриває помилки цільової аудиторії в судженнях і усуває їх, пропагандистське повідомлення втрачає силу. Цей метод контрпропаганди працює так само, як розкриття справжнього походження пропагандистського повідомлення, оскільки він викриває мовника як брехуна, що знижує довіру до нього. Крім того, коли цільова аудиторія дізнається про логічні помилки в своїх міркуваннях, незабаром відкине будь-яке повідомлення, яке базується на цьому помилковому міркуванні. Конкуруюча точка зору припускає, що пропаганда базується на емоційних реакціях, а не на когнітивних міркуваннях. Карлсон стверджує, що пропаганда розроблена якомога більше, щоб зосередитися на емоціях людей, а не на їхньому розумі. :16–17Цей аргумент припускає, що пропаганда мінімально базується на міркуваннях і логіці, і що викриття логічних помилок групи неефективно для спростування пропагандистських повідомлень.
Жак Елюль представляє іншу основу для пропаганди, яка передбачає, що викриття хибних міркувань групи не є ефективним методом протистояння пропаганді. Він стверджує, що швидкість, з якою події відбуваються, стають застарілими та не представляють інтересу, змушує людство мати замало терпіння щоб використовувати увагу та обізнаність для ретельного вивчення поточних подій. Людина зацікавлена лише в поверхневому елементі конкретних подій, що є однією з причин ефективності пропаганди. :47Тому важко привернути увагу аудиторії до дрібниць, необхідних для того, щоб підкреслити недоліки в їхніх міркуваннях, які роблять пропагандистське повідомлення ефективним. Тим не менш, Еллул далі уточнює, що це контрпропагандистське повідомлення має вирішальне значення для того, щоб навчити групу захищатися від пропаганди, оскільки воно виявляє вразливість аудиторії до пропаганди, яка базується на нашій власній психічній вразливості. :257

### Поширення викритої пропаганди
Ефективна пропаганда пристосована до конкретної аудиторії, і коли вона поширюється на іншу групу, повідомлення чітко розкривається як повідомлення, спрямоване на вплив. Деякі аудиторії є більш досвідченими, і методи, які працюють на порівняно менш розвинених країнах, будуть неефективними для перших. Коли контрпропагандистська кампанія ділиться пропагандою, призначеною для певної аудиторії, з іншою аудиторією, справжні наміри пропагандистів розкриваються. Обмін пропагандистськими повідомленнями між аудиторіями також дозволяє другій аудиторії розкривати пропагандистські повідомлення, спрямовані на них. У 1980-х роках, під час холодної війни, Сполучені Штати поділилися з європейськими країнами прикладами радянської дезінформації, спрямованої на країни третього світу. Тоді європейці змогли розпізнати радянську пропаганду, націлену на них. Поширення пропаганди завдало шкоди репутації Радянського Союзу в Європі в той час, коли він шукав схвалення Заходу. Таким чином, протидія пропаганді шляхом демонстрації її відвертої брехні або наміру вплинути знижує її ефективність серед цільових аудиторій.